# Danae (Correggio)

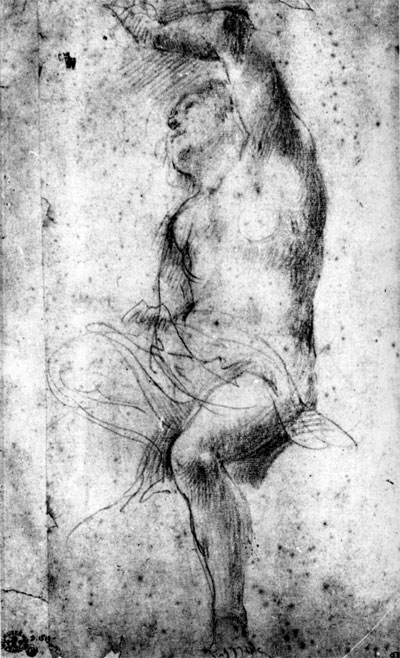
Disegno preparatorio

La Danae è un dipinto a olio su tela (161x193 cm) di Correggio, databile al 1531-1532 circa e conservato nella Galleria Borghese di Roma.
Fa parte di una serie realizzata per il duca di Mantova Federico II Gonzaga sul tema degli amori di Giove.

## Storia
La serie degli Amori di Giove venne concepita dopo il successo riscosso dalla tela di Venere e Amore spiati da un satiro. L'artista fece in tempo ad eseguire quattro tele, accoppiabili a due a due per le dimensioni, e forse altre ne erano state programmate. La cronologia delle quattro tele è argomento alquanto controverso. Ciò che importa però è soprattutto il fondamentale contributo che esse diedero allo sviluppo della pittura a soggetto mitologico e profano, grazie al nuovo e straordinario equilibrio tra resa naturalistica e trasfigurazione poetica.
Vasari citò la Danae (confondendone, però, la protagonista con una Venere), insieme alla Leda, sostenendo che Federico II Gonzaga l'avesse commissionata per farne dono all'imperatore Carlo V. Secondo studi più recenti l'opera, come tutte quelle del ciclo degli Amori di Giove, potrebbe essere stata realizzata per la Sala di Ovidio in palazzo Te a Mantova, destinata all'amante del duca Isabella Boschetti: sarebbe poi passata in Spagna solo dopo la morte del duca Federico (1540), probabilmente in occasione delle nozze dell'infante Filippo con Maria Emanuela d'Aviz (1543).
Nel 1584 Giovanni Paolo Lomazzo ricordò la tela a Milano, come appartenente alla collezione d'arte dello scultore cesareo Leone Leoni: fu il figlio di Leone, Pompeo, a curare la spedizione della Danae e di Giove e Io dalla Spagna alla Lombardia, ma è ignoto se egli abbia ottenuto le opere dallo stesso sovrano o le abbia acquistate dal suo favorito Antonio Pérez, che potrebbe averle ricevute in dono da Filippo II, dopo la sua caduta in disgrazia (1579).
Da Milano il quadro iniziò una serie di lunghe peregrinazioni attraverso tutta l'Europa: venne venduto da Pompeo Leoni all'imperatore Rodolfo II (tra il 1601 e il 1603) e nel 1621 è menzionato in un inventario delle pitture imperiali a Praga; durante la Guerra dei Trent'anni venne portata, insieme alla Leda, come bottino di guerra a Stoccolma da Gustavo II Adolfo; Cristina, erede di Gustavo Adolfo, dopo aver abdicato, portò la tela a Roma e, alla sua morte, la lasciò al cardinale Decio Azzolini; pervenne poi a Livio Odescalchi, duca di Bracciano, quindi (1721) a Filippo d'Orléans, reggente di Francia; con tutta la collezione degli Orléans nel 1792 venne venduto da Filippo Egalité e migrò a Londra; in Inghilterra appartenne al duca di Bridgewater e a Henry Hope e nel 1827 dal venne acquistata a Parigi dal principe Camillo Borghese per la sua raccolta romana.
Popham ha catalogato due disegni preparatori per la Danae, entrambi conservati a Besançon:

## Descrizione e stile
Il dipinto è ispirato al mito dell'eroina greca Danae, figlia del re di Argo Acrisio: avendo un oracolo predetto al padre che sarebbe stato ucciso da un figlio nato da lei, venne fatta rinchiudere in una torre di bronzo ma, come narra Ovidio nelle sue Metamorfosi, Giove la raggiunse nella sua prigione sotto forma di pioggia d'oro e la rese madre di Perseo. Nell'arte italiana è una delle prime raffigurazioni di questo soggetto.
Correggio rappresenta Danae giacente sul letto mentre un Cupido preadolescente le scopre il sesso e la pioggia d'oro inizia a cadere dalla nube; di questa figura nei testi antichi non vi si fa menzione, pertanto l'invenzione del Correggio ne risulta straordinaria. Ai piedi del letto due amorini testano su una pietra le frecce d'oro e quelle di piombo.
Il fulcro della scena è giocato su un calibratissimo accordo di colori chiari fra il bianco candido del lenzuolo e il corpo color perla della Danae. Questa è rappresentata come una fanciulla che, ignara della nostra presenza, sorride fra sé e sé mentre accoglie dolcemente nel grembo le gocce d'oro. A differenza di tante altre raffigurazioni dello stesso mito, nessun turbamento accompagna questa soave figura né quella del giovane e bellissimo genio alato, qui in luogo dell'usuale servente, che assiste meravigliato all'apparizione della nuvola della pioggia d'oro.
La maggior luce nella stanza torrigiana proviene da destra ed è ampia e forte; questa illuminazione nitida e vibrante produce tuttavia ombre morbide ed effetti di sfumato. Non manca un'effusione argentina dalla finestra aperta: così il paesaggio è l'altro campo vivido, che contrasta con il tono tenero e profondo della stanza. L'osservazione attenta dei putti indica peraltro uno scendere dolce di luce anche da un opercolo superiore, ora occupato dalla nube, come indizio indispensabile all'entrata della pioggia divina. Il variare meraviglioso della carezzante illuminazione fa pensare che le figure siano state studiate con attente prove da modelli viventi.
In uno dei disegni preparatori di Besançon è raffigurata Danae ma in una posa diversa da quella adottata nella soluzione finale. L'atmosfera serena e dolce descritta dal Correggio poté forse offrire delle suggestioni, poi rielaborate in maniera sostanzialmente differente, a Tiziano (Danae).